# Colegio Santo Tomás de Aquino (Lima)
El Colegio Santo Tomás de Aquino es un colegio católico coeducativo de Cercado de Lima, Lima fundado en 1892 y dirigido por la Orden de los dominicos.

## Historia
Fue inaugurado el 13 de marzo de 1892, como parte de la reorganización realizada por el vicario y visitador Vicente Nardini. El colegio empezó a funcionar como un anexo al Convento de Santo Domingo.
El primer rector del colegio fue José Antonio Roca y Boloña.
Fue ubicado en el Pasaje Rinconada de Santo Domingo 209, donde conserva su ubicación hasta la actualidad.
Desde 1994 se aceptó el ingreso de mujeres, convirtiéndose en un centro educativo mixto.

## Exalumnos relevantes
- Ricardo Pérez Godoy, Presidente de la Junta Militar de Gobierno del Perú 1962-1963.
- José Gagliardi Schiaffino, Ministro del Interior (1981-1983) y Ministro de Aeronáutica (1967-1968 y 1980-1981)
- Carlos Rodríguez Pastor, abogado, Ministro de Educación (1955)
- José Jiménez Borja, lingüista, Ministro de Educación (1968)
- Dagoberto Láinez, abogado, Presidente de la Cámara de Diputados (1983-1984)
- Felipe Sassone Suárez, escritor, periodista
- Arturo Jiménez Borja, médico, museólogo

## Directores
- 1892: Mons. José Antonio Roca y Boloña
- 1892-1896: Fray Vicente Nardini
- 1897-1898: Fray Jordán Revilla
- 1898-1900: Fray Jacinto A. Delgado
- 1901: Fray Víctor Guillermo De la Flor
- 1902-1903: Fray Jordán Revilla
- 1903-1906: Fray Tomás A. Delgado
- 1907: Fray Paulino Álvarez
- 1908: Fray José M. Caicedo
- 1909-1919: Fray José M. Lazo
- 1920: Fray Alfonso Pantigoso
- 1921: Fray Vicente Olcese
- 1922: Fray Cristóbal Vásquez
- 1923-1930: Fray José M. Lazo
- 1931-1935: Fray Marcolino Rodríguez
- 1936-1943: Fray Gonzalo Espinoza
- 1944-1946: Fray Manuel I. Hernández
- 1947-1982: Fray Antonio Domingo Sturla Crocce
- 1983-1990: Fray Arturo Eláez Ramírez
- 1990-1992: Fray Carlos Ramírez Calderón
- 1993-1997: Fray Manuel Álvarez Perca
- 1998-2005: Fray Jorge Coronado Arce
- 2006-2010: Fray Miguel Ángel Ocupa Cabrera
- 2010-2014: Inés María Rossi Rossi
- 2015-2020: Juan Samuel de la Gala Hidalgo
- 2021:      Lic. Giovanni M. García Manrique